# طايفه خيدان (مقاطعة غيلانغرب)
طايفه‌خيدان (بالفارسية: طایفه‌خیدان) هي قرية تقع في كرمانشاه في إيران.